# Jean de Kindelan
Pour les articles homonymes, voir Kindelan.
Jean de Kindelan, né le 7 décembre 1759 à Pontevedra (Espagne), mort le 13 novembre 1822 à Paris, est un général espagnol naturalisé français de la révolution et de l’Empire.

## États de service
Il commence sa carrière dans son pays, et il est sous-lieutenant à la suite dans le régiment d’Irlande-infanterie en 1766, puis sous-lieutenant en pied le 24 octobre 1767. Il passe lieutenant adjudant-major le 9 juillet 1790, et lieutenant-colonel le 28 octobre 1793. Il est nommé colonel le 11 juillet 1794 au régiment d’Ultonia infanterie, il devient brigadier d’infanterie le 10 décembre 1795. 
Il est promu général de brigade le 5 octobre 1802, il prend la fonction d’inspecteur général de toute l’infanterie de ligne étrangère le 11 février 1807, et commandant en second des corps de troupes espagnoles auxiliaires à la Grande Armée au mois de mai 1807. Il est fait officier de la Légion d’honneur le 22 juin 1808.
Le 22 mai 1809, il commande le régiment Joseph-napoléon (en) avec lequel il participe à la campagne de Russie. Il est fait chevalier de l’Ordre royal d'Espagne en octobre 1809, et il est élevé au grade de lieutenant général par Joseph Bonaparte le 14 novembre 1809.
Le 28 mai 1812 il est nommé général de division au service de la France. Naturalisé français le 13 mars 1816, il est admis à la retraite le 7 décembre 1816.
Il meurt le 13 novembre 1822, à Paris. Il est enterré au cimetière du Père-Lachaise, 43e division.
Il avait été fait chevalier de Saint-Louis.

## Sources
- (en) « Generals Who Served in the French Army during the Period 1789 - 1814: Eberle to Exelmans »
- Thierry Pouliquen, « Les généraux français et étrangers ayant servis [sic] dans la Grande Armée » (consulté le 9 février 2014)
- « Cote LH/1401/41 », base Léonore, ministère français de la Culture
- Eugène Fieffé, Histoire des troupes étrangères au service de la France, Dumaine libraire-éditeur, 1854.
- (pl) « Napoléon.org.pl »
- Georges Six, Dictionnaire biographique des généraux & amiraux français de la Révolution et de l'Empire (1792-1814), Paris : Librairie G. Saffroy, 1934, 2 vol., p. 7

- Ressource relative à la vie publique :   - base Léonore
- Notice dans un dictionnaire ou une encyclopédie généraliste :   - Diccionario Biográfico Español